# Pécsi L. Dániel
Pécsi L. Dániel (Dorog, 1951. március 11. –) magyar villamosmérnök, jelképtervező művész.

## Életrajzi adatok
Középiskolai és felsőfokú tanulmányait Budapesten végezte. 1965-69 között Villamosenergia-ipari Technikum diákja, 1970-73-ig a Kandó Kálmán Műszaki Főiskola hallgatója, ahol villamos üzemmérnöki diplomát szerzett. 1978-87 ig a múzeumi restaurátor és a Módszertani Központ munkatársa, ahol műtárgyvédelmi mérnökként alkalmazták. 1980-ban kapott megbízást a Magyar Nemzeti Múzeum dísztermében felépített Korona kiállítás és ezen belül a koronázási palást teljes körű műtárgyvédelmi, műtárgykörnyezeti felülvizsgálatára. 1992-94 között a Külkereskedelmi Főiskolán, marketing-kommunikáció szakos diplomát szerzett.
1991-95 között az Elektromos Művek PR irodavezetőjeként működött.
Családja: Nős, két gyermeke, valamint öt unokája van.

## Közéleti tevékenysége
1997-től foglalkozik címertervezéssel, több határon belüli és határon túli magyar település, illetve református egyházközség, unitárius közösség és oktatási intézmény címerét tervezte. Közművelődési, kulturális feladatai mellett egyik fő szervezője volt a Magyarok II. Világtalálkozójának. 1996-ban és 2000-ben a Magyar Reformátusok III. és IV. Világtalálkozójának jelkép és arculattervezője.
2008-tól tagja a Magyar Alkotóművészek Országos Egyesületének.
2014-ben tervezett alkotásai:
- Kárpátalja emlékérme,
- Őrvidék emlékérme,
- A Párkányi Esperesi Kerület címere

2015-ben készült önálló jelkép (logo) tervezetei:
- A Trianon Kutató Intézet Közhasznú Alapítvány kuratóriumának és a Trianoni Szemle szerkesztőbizottságának döntése alapján Szidiropulosz Archimédesz felkérésére megtervezte a Trianon Kutatóintézet és a Trianoni Szemle folyóirat jelképeit, logóit.[1]
- Esztergomi Históriás Napok

2015-ben elkészült címertervei
- Mákófalva Református Egyházközség,
- Encsencs
- Szentpéterszeg (nem került bevezetésre)
- Halászi, Babos Major
- AHA Római Katolikus Egyházközség

2016-ban megtervezte Palócföld zászlaját. Balassagyarmaton  2016. január 22.-én szentelték fel a címert tartalmazó zászlót.

## Kiállítások
- 2005 Magyarok Háza – kiállítás
- 2006 Cukor utcai Polgári Szalon – kiállítás
- 2008 életmű-kiállítása a Magyar Kultúra Alapítvány Székházában
- 2010 március 19. Esztergom , Ady Endre alapiskola
- 2013 február 23. Nyárádszereda

## Művei, publikációi
- Címerekkel írt történelem. A történelmi Magyarország ország- és nemzetrészeinek címerei, címleírásokkal és térképmellékletekkel. 175 o.; Kiadó: Kiss András, Bp., 2014 ISBN 9638978856, ISBN 9789638978851 [3]
- Egy kései végvári vitéz. Pécsi L. Dániel jelképművésszel beszélget Benkei Ildikó; Kairosz, Bp., 2011 (Magyarnak lenni)
- Címerekkel írt történelem. A történelmi Magyarország ország- és nemzetrészeinek címerei, címerleírásokkal és térképmellékletekkel; 2. bőv., jav. kiad.; Kiss András, Bp., 2016

## ATrianoni Szemlében megjelent publikációi
- Magyarország nemzetrészeinek címerei – Felvidék Trianoni Szemle, IV. évfolyam, Bp., Trianon Kutatóintézet. 2012/ 1-4 szám. 41 -46. o.
- Történelmi Magyarország ország – és nemzetrészeinek címerei : Délvidék címere Trianoni Szemle, V. évfolyam, Bp., Trianon Kutatóintézet. 2013/ 3-4 szám. 120 – 125. o.
- Történelmi Magyarország ország – és nemzetrészeinek címerei : Őrvidék címere Trianoni Szemle, VI. évfolyam, Bp., Trianon Kutatóintézet. 2014/ 1-2 szám. 117 – 123. o.

## Díjak, elismerések
Kitüntetések: Zsére (Felvidék); Jegenye, Körösfő, Magyarvalkó, Farkaslaka, (Erdély) díszpolgára.